# Scaniornis
Scaniornis är ett utdött släkte av fåglar som levde under epoken Dan i tidsåldern paleocen. Det upptäcktes i Limhamn och namngavs av den tyske paleontologen Wilhelm Dames år 1890. Det ingår i en egen familj vid namn Scaniornithidae. Typarten är Scaniornis lundgreni.